# Rhizorhagium sagamiense
Rhizorhagium sagamiense is een hydroïdpoliep uit de familie Bougainvilliidae. De poliep komt uit het geslacht Rhizorhagium. Rhizorhagium sagamiense werd in 1988 voor het eerst wetenschappelijk beschreven door Hirohito. 